# 살인택시괴담: 야경 챕터2
《살인택시괴담: 야경 챕터 2》는 2020년 개봉한 대한민국의 공포 스릴러 영화이다.

## 출연
주연
- 김재인 : 오연정 역
- 김도건 : 도진기 역
- 김준 : 김필립 역

조연
- 안상은
- 김준섭
- 윤주
- 라일라